# 八朗学杰康
八朗学杰康（Banak Shol Gyalkhang），位于西藏自治区拉萨市城关区吉日街道八朗学社区，是一座藏传佛教寺院。

## 简介
八朗学杰康位于八朗学社区，二者同名。八朗学杰康处在拉萨市中心的繁华地区八廓，是八廓众多文物古迹中的一处。